# 2008 JL3
2008 JL3 ist ein Asteroid, der zu den Erdnahen Asteroiden (Apollo-Typ) zählt und am 5. Mai 2008 von Lincoln Laboratory ETS, New Mexico (IAU-Code 704) entdeckt wurde. Der Asteroid wird (Stand: 11. Februar 2025) auf der NEO Risk List mit einer kumulativen Einschlagswahrscheinlichkeit von 1 zu 6211 in den Jahren 2027 bis 2122 geführt. Der Durchmesser des Asteroids wird auf etwa 20 bis 50 Meter geschätzt. Die nächste Annäherung an die Erde mit einer Einschlagswahrscheinlichkeit von 1 zu 6711 ist am 1. Mai 2027.